# Курская областная клиническая инфекционная больница имени Н. А. Семашко
Ку́рская областна́я инфекцио́нная больни́ца и́мени Н. А. Сема́шко — лечебно-профилактическое учреждение в Курской области, оказывающее специализированную медицинскую стационарную помощь пациентам с различными инфекционными заболеваниями. Официальное название — Областное бюджетное учреждение здравоохранения «Областная клиническая инфекционная больница имени Н. А. Семашко» комитета здравоохранения Курской области, сокращенно — ОБУЗ «ОКИБ им. Н. А. Семашко». Больница расположена в городе Курске по адресу: улица Сумская, 45-Г.
В областной инфекционной больнице функционируют 7 профильных отделений и 10 вспомогательных лечебно-диагностических подразделений, а также консультативный специализированный гепатологический центр. На базе больницы работают 3 кафедры Курского государственного медицинского университета (кафедра инфекционных болезней, кафедра аллергологии, кафедра детских болезней). Кроме того, больница является клинической базой Курского базового медицинского колледжа.